# Alain Silberstein
Alain Silberstein, född 1950 i Paris, är en fransk formgivare.
På 1980-talet började Silberstein designa exklusiva klockor (chronometer) och nu kan klockor med Alain Silbersteins namn på säljas för så stora belopp som två miljoner svenska kronor.